# Dwayne Leo
Dwayne Leo (ur. 28 czerwca 1982) – piłkarz grenadyjski grający na pozycji napastnika. Od 2009 roku jest zawodnikiem klubu South Stars.

## Kariera klubowa
Karierę piłkarską Leo rozpoczął w klubie Campari Springs. W jego barwach zadebiutował w pierwszej lidze grenadyjskiej. Grał w nim do końca 2008 roku, a na początku 2009 roku przeszedł do South Stars.

## Kariera reprezentacyjna
W reprezentacji Grenady Leo zadebiutował w 2003 roku. W 2009 roku rozegrał jeden mecz w Złotym Pucharze CONCACAF 2009, z Haiti (0:2). W 2011 roku został powołany do kadry na Złoty Puchar CONCACAF 2011.